# Мојсије Бугарски
Мојсије Кометопул (буг. Мойсей; умро 976.) је био бугарски племић, брат цара Самуила и учесник устанка Комитопула против византијске власти.

## Биографија
Мојсије је био други син бугарског комеса Николе и Рипсиме Јерменске. Имао је тројицу браће: Давида, Арона и Самуила. Након пада источног дела Првог бугарског царства у византијске руке, Никола и његови синови наставили су борбу на западу. Најстарији Николин син, Давид, први је погинуо, већ 976. године тј. одмах по избијању устанка. Убрзо је погинуо и Мојсије. И Јован Зонара и Јован Скилица бележе да је Мојсије погинуо приликом опсаде Сера, погођен каменом са зидина. Према Михаилу Деволском, убијен је од стране дуке Мелисина након што је пао са коња.